# Élections législatives de 1951 dans les Bouches-du-Rhône
Les élections législatives françaises de 1951 se tiennent le 17 juin. Ce sont les deuxièmes élections législatives de la Quatrième République.

## Mode de scrutin
Représentation proportionnelle plurinominale suivant la méthode du plus fort reste dans 103 circonscriptions, conformément à la loi des apparentements : les listes qui se sont « apparentées » avant l'élection remportent tous les sièges de la circonscription si leurs voix ajoutées obtiennent la majorité absolue des suffrages exprimés. Il y a 629 sièges à pourvoir.
Le vote préférentiel est admis. 
Les législateurs ne voulant pas que les circonscriptions dépassent les 10 sièges, le département est découpé en 2 circonscriptions. 
La première correspond à l'arrondissement de Marseille moins le canton de Roquevaire, dotée de 9 sièges, la deuxième englobe le reste du département et 4 sièges.

## Candidats

### Première circonscription

#### Liste d'Union républicaine et résistante et antifasciste pour l'indépendance, le pain et la paix, présentée par le Parti communiste français
| N° | Candidats | Candidats        | Parti | Principales fonctions                                                       |
| -- | --------- | ---------------- | ----- | --------------------------------------------------------------------------- |
| 01 |           | François Billoux | PCF   | Député sortant, ancien Ministre                                             |
| 02 |           | Jean Cristofol   | PCF   | Député sortant, ancien maire de Marseille                                   |
| 03 |           | Yvonne Estachy   | PCF   | Conseillère municipale de Marseille, artisane couturière                    |
| 04 |           | Paul Cermolacce  | PCF   | Député sortant, marin                                                       |
| 05 |           | Pierre Doize     | PCF   | Conseiller municipal de Marseille, ouvrier du bâtiment                      |
| 06 |           | Louis Périmond   | PCF   | Secrétaire de la section de La Ciotat du PCF, ajusteur aux chantiers navals |
| 07 |           | Alix André       | PCF   | Ouvrière du textile                                                         |
| 08 |           | Marcel Andréani  | PCF   | Ancien lieutenant FTP, docker                                               |
| 09 |           | Maurice Alby     | PCF   | Ouvrier des produits chimiques                                              |

#### Liste socialiste S.F.I.O.
| N° | Candidats | Candidats         | Parti | Principales fonctions                                                      |
| -- | --------- | ----------------- | ----- | -------------------------------------------------------------------------- |
| 01 |           | Gaston Defferre   | SFIO  | Député sortant, Ministre de la Marine marchande                            |
| 02 |           | Francis Leenhardt | SFIO  | Député sortant, Président des Affaires économiques à l'Assemblée nationale |
| 03 |           | Irma Rapuzzi      | SFIO  | Conseillère municipale de Marseille                                        |
| 04 |           | Jean Murzi        | SFIO  | Conseiller municipal de Marseille                                          |
| 05 |           | Jean Graille      | SFIO  | Maire de La Ciotat                                                         |
| 06 |           | André Siméoni     | SFIO  | Professeur, ancien résistant                                               |
| 07 |           | Joseph Féraud     | SFIO  | Contrôleur des contributions indirectes, Marseille                         |
| 08 |           | Lucien Caldarone  | SFIO  | Commerçant                                                                 |
| 09 |           | Henri Béguin      | SFIO  | Métallurgiste                                                              |

#### Liste du Rassemblement du Peuple français
| N° | Candidats | Candidats                  | Parti | Principales fonctions              |
| -- | --------- | -------------------------- | ----- | ---------------------------------- |
| 01 |           | Henry Bergasse             | RPF   | Député sortant, conseiller général |
| 02 |           | Michel Carlini             | RPF   | Maire de Marseille                 |
| 03 |           | Élisabeth Rolland          | RPF   |                                    |
| 04 |           | Charles Colonna d'Anfriani | RPF   | Avocat, conseiller général         |
| 05 |           | Pierre Poujol              | RPF   | Viticulteur                        |
| 06 |           | Élie Guibourdence          | RPF   | Commerçant                         |
| 07 |           | Hugues-Paul Tatilon        | RPF   | Employé municipal à Marseille      |
| 08 |           | Raoul Légier               | RPF   | Avocat                             |
| 09 |           | Jean-Baptiste Santini      | RPF   | Employé transitaire                |

#### Liste du Mouvement républicain populaire
| N° | Candidats | Candidats                | Parti | Principales fonctions           |
| -- | --------- | ------------------------ | ----- | ------------------------------- |
| 01 |           | Germaine Poinso-Chapuis  | MRP   | Député sortant, ancien ministre |
| 02 |           | Raymond Cayol            | MRP   | Député sortant, enseignant      |
| 03 |           | Alexandre Chazeaux       | MRP   | Agent commercial                |
| 04 |           | Joseph Maurras           | MRP   | Agriculteur                     |
| 05 |           | Léon Bérenger            | MRP   | Représentant                    |
| 06 |           | Raymond Rigaut           | MRP   | Employé                         |
| 07 |           | Alexandre Ranque         | MRP   | Médecin                         |
| 08 |           | Jean-Paul Lacassin       | MRP   | Attaché de préfecture           |
| 09 |           | Luce de Simard de Pitray | MRP   | Commerçante                     |

#### Liste de l'Union des nationaux indépendants et républicains
| N° | Candidats | Candidats          | Parti | Principales fonctions                                                                              |
| -- | --------- | ------------------ | ----- | -------------------------------------------------------------------------------------------------- |
| 01 |           | Jean Goudareau     | UNIR  | Avocat                                                                                             |
| 02 |           | Michel Pierucci    | UNIR  | Avocat, conseiller municipal de Marseille                                                          |
| 03 |           | Pierre Boniffacy   | UNIR  | Agriculteur à Aubagne                                                                              |
| 04 |           | Anne-Marie Arnoult | UNIR  | Veuve de Jacques Arnoult, industriel, ancien Président de la section de Marseille des Croix de feu |
| 05 |           | Antoine Bernat     | UNIR  | Commerçant                                                                                         |
| 06 |           | Henri Gambini      | UNIR  | Médecin                                                                                            |
| 07 |           | Henri Chaudron     | UNIR  | Représentant                                                                                       |
| 08 |           | Marius Molinari    | UNIR  | Commerçant                                                                                         |
| 09 |           | Pierre Soubeyrand  | UNIR  | Expert-comptable                                                                                   |

#### Liste du Centre national des indépendants et paysans et du Parti radical-socialiste
| N° | Candidats | Candidats          | Parti   | Principales fonctions                  |
| -- | --------- | ------------------ | ------- | -------------------------------------- |
| 01 |           | Francis Ripert     | CNIP    | Avocat à Marseille, conseiller général |
| 02 |           | René Boiron        | Radical | Ingénieur-conseil                      |
| 03 |           | Gaston Garcin      | CNIP    | Entrepreneur de transports             |
| 04 |           | Maurice Bernardini | Radical | Médecin                                |
| 05 |           | Gabrielle Guy      | CNIP    | Publiciste                             |
| 06 |           | Charles Santini    | CNIP    | Ouvrier métallurgiste                  |
| 07 |           | Paul Guiseppi      | CNIP    | Contrôleur de travaux                  |
| 08 |           | Paul Aubanel       | CNIP    | Assureur                               |
| 09 |           | Henri Gueydan      | CNIP    | Industriel                             |

#### Liste de l'Union démocratique et socialiste de la Résistance et du Rassemblement des gauches républicaines
| N° | Candidats | Candidats        | Parti | Principales fonctions                                                                     |
| -- | --------- | ---------------- | ----- | ----------------------------------------------------------------------------------------- |
| 01 |           | Bastien Leccia   | UDSR  | Chef comptable                                                                            |
| 02 |           | Paul Letia       | RGR   | Colonel en retraite, ancien chef d'état-major de la neuvième région militaire à Marseille |
| 03 |           | Max Gauthier     | UDSR  | Instituteur                                                                               |
| 04 |           | Louis Pianelli   | RGR   | Directeur de coopérative                                                                  |
| 05 |           | Suzette Collomp  | UDSR  | Commerçante                                                                               |
| 06 |           | Roger Muollo     | UDSR  | Transitaire                                                                               |
| 07 |           | Georges Carrayré | UDSR  | Confiseur                                                                                 |
| 08 |           | Germain Desbœuf  | UDSR  | Conseiller juridique                                                                      |
| 09 |           | Léonce Vial      | RGR   | Industriel                                                                                |

### Deuxième circonscription

#### Liste du Parti socialiste S.F.I.O.
| N° | Candidats | Candidats           | Parti | Principales fonctions                                                        |
| -- | --------- | ------------------- | ----- | ---------------------------------------------------------------------------- |
| 01 |           | Félix Gouin         | SFIO  | Député sortant, ancien Président du Gouvernement provisoire de la République |
| 02 |           | Max Juvénal         | SFIO  | Avocat à la Cour d'Appel d'Aix-en-Provence, conseiller général               |
| 03 |           | Paul-Maurice Faraud | SFIO  | Agriculteur, maire du Plan-d'Orgon, conseiller général du canton d'Orgon     |
| 04 |           | Victor Savine       | SFIO  | Maire de Gardanne, conseiller général                                        |

#### Liste d'Union républicaine et résistante et antifasciste pour l'indépendance nationale, le pain, la liberté et la paix présentée par le Parti communiste français
| N° | Candidats | Candidats                         | Parti | Principales fonctions                               |
| -- | --------- | --------------------------------- | ----- | --------------------------------------------------- |
| 01 |           | Adrien Mouton                     | PCF   | Député sortant, conseiller municipal d'Arles        |
| 02 |           | Lucien Lambert                    | PCF   | Député sortant                                      |
| 03 |           | Mireille Dumont (Marcelle Bouvet) | PCF   | Sénateur, professeur                                |
| 04 |           | Georges Lazzarino                 | PCF   | Conseiller municipal de Port-de-Bouc, métallurgiste |

#### Liste du Rassemblement des gauches républicaines, du Centre national des indépendants et paysans et du Parti radical-sociaîiste
| N° | Candidats | Candidats             | Parti   | Principales fonctions                                    |
| -- | --------- | --------------------- | ------- | -------------------------------------------------------- |
| 01 |           | Léon Martinaud-Déplat | Radical | Député sortant, Président administratif du Parti radical |
| 02 |           | Jean Blacas           | Radical | Agriculteur-exploitant, conseiller municipal d'Arles     |
| 03 |           | Laurens Deleuil       | CNIP    | Petit commerçant, maire de Marignane                     |
| 04 |           | Vincent Bonelli       | RGR     | Avocat à la Cour d'Aix-en-Provence                       |

#### Liste du Rassemblement du peuple français
| N° | Candidats | Candidats                  | Parti | Principales fonctions                                        |
| -- | --------- | -------------------------- | ----- | ------------------------------------------------------------ |
| 01 |           | Georges Oudard             | RPF   | Journaliste, conseiller de l'Union Française                 |
| 02 |           | Jean Méniolle d'Hauthuille | RPF   | Ingénieur, entrepeneur à Venelles                            |
| 03 |           | Paul Ferréol               | RPF   | Assureur, conseiller général du canton d'Aix-en-Provence-Sud |
| 04 |           | Gaston Joly                | RPF   | Agriculteur                                                  |

#### Liste du Mouvement républicain populaire
| N° | Candidats | Candidats      | Parti | Principales fonctions                                                   |
| -- | --------- | -------------- | ----- | ----------------------------------------------------------------------- |
| 01 |           | Gabriel Valay  | MRP   | Producteur grainetier, député sortant, ancien Ministre de l'Agriculture |
| 02 |           | Eugène Sautet  | MRP   | Ouvrier SNCF                                                            |
| 03 |           | Louis Coirard  | MRP   | Avoué près la Cour d'Appel d'Aix-en-Provence                            |
| 04 |           | Denise Francou | MRP   | Veuve de Raoul Francou, ancien député, Salon-de-Provence                |

#### Liste du Rassemblement des groupes républicains et indépendants français
| N° | Candidats | Candidats      | Parti | Principales fonctions                      |
| -- | --------- | -------------- | ----- | ------------------------------------------ |
| 01 |           | Henri Aubry    | RGRIF | Directeur de société                       |
| 02 |           | Aimée Tardivon | RGRIF | Publiciste                                 |
| 03 |           | Théo Bretin    | RGRIF | Ancien député socialiste de Saône-et-Loire |
| 04 |           | Albert Guillon | RGRIF | Conducteur de travaux                      |

#### Liste de défense des libertés
| N° | Candidats | Candidats     | Parti                | Principales fonctions        |
| -- | --------- | ------------- | -------------------- | ---------------------------- |
| 01 |           | Émile Vernet  | Défense des libertés | Importateur                  |
| 02 |           | Roger Téoulle | Défense des libertés | Commerçant à Aix-en-Provence |
| 03 |           | Marcel Format | Défense des libertés | Fonctionnaire                |
| 04 |           | Marius Gilly  | Défense des libertés | Artisan électricien          |

## Élus
| Circonscription | Député sortant          | Parti | Parti | Groupe | Député élu ou réélu     | Parti | Parti | Groupe |
| --------------- | ----------------------- | ----- | ----- | ------ | ----------------------- | ----- | ----- | ------ |
| 1re             | François Billoux        |       | PCF   | COM    | François Billoux        |       | PCF   | COM    |
| 1re             | Jean Cristofol          |       | PCF   | COM    | Jean Cristofol          |       | PCF   | COM    |
| 1re             | Raymonde Nédelec-Tillon |       | PCF   | COM    | Yvonne Estachy          |       | PCF   | COM    |
| 1re             | Paul Cermolacce         |       | PCF   | COM    | Paul Cermolacce         |       | PCF   | COM    |
| 1re             | Gaston Defferre         |       | SFIO  | SOC    | Gaston Defferre         |       | SFIO  | SOC    |
| 1re             | Francis Leenhardt       |       | SFIO  | SOC    | Francis Leenhardt       |       | SFIO  | SOC    |
| 1re             | Germaine Poinso-Chapuis |       | MRP   | MRP    | Germaine Poinso-Chapuis |       | MRP   | MRP    |
| 1re             | Raymond Cayol           |       | MRP   | MRP    | Michel Carlini          |       | RPF   | RPF    |
| 1re             | Henry Bergasse          |       | RPF   | RPF    | Henry Bergasse          |       | RPF   | RPF    |
| 2e              | Adrien Mouton           |       | PCF   | COM    | Adrien Mouton           |       | PCF   | COM    |
| 2e              | Lucien Lambert          |       | PCF   | COM    | Lucien Lambert          |       | PCF   | COM    |
| 2e              | Félix Gouin             |       | SFIO  | SOC    | Félix Gouin             |       | SFIO  | SOC    |
| 2e              | Gabriel Valay           |       | MRP   | MRP    | Léon Martinaud-Déplat   |       | PRRRS | RRRS   |

## Résultats

### Première circonscription  (Marseille)
- Les listes de la SFIO, du MRP, de l'union CNIP-Rad soc, et de l'alliance UDSR-RGR se sont apparentées.
- Leurs voix cumulées représentant moins de 50% des exprimés, les sièges sont répartis à la proportionnelle entre tous les partis.
- Le score de l'apparentement est considéré comme celui d'une liste pour la répartition générale, ensuite la répartition interne des sièges entre apparentées se fait également à la proportionnelle.

| Parti    | Parti            | Tête de liste           | Résultats | Résultats | Sièges |  |
| Parti    | Parti            | Tête de liste           | Voix      | %         |        |  |
| -------- | ---------------- | ----------------------- | --------- | --------- | ------ |  |
|          | PCF              | François Billoux        | 112 578   | 38,60     | 4      |  |
|          | RPF              | Henry Bergasse          | 73 683    | 25,26     | 2      |  |
|          | SFIO *           | Gaston Defferre         | 57 690    | 19,78     | 2      |  |
|          | MRP *            | Germaine Poinso-Chapuis | 23 641    | 8,11      | 1      |  |
|          | UNIR             | Jean Goudareau          | 10 020    | 3,44      | 0      |  |
|          | CNIP - Rad soc * | Francis Ripert          | 8 616     | 2,95      | 0      |  |
|          | UDSR - RGR *     | Bastien Leccia          | 4 129     | 1,42      | 0      |  |
|          |                  |                         |           |           |        |  |
| Inscrits | Inscrits         | Inscrits                | 371 257   | 100,00    | 9      |  |
| Votants  | Votants          | Votants                 | 298 146   | 80,31     |        |  |
| Exprimés | Exprimés         | Exprimés                | 291 674   | 97,83     |        |  |

### Deuxième circonscription  (Arles-Aix)
- Les listes de la SFIO, du MRP, de l'union RGR-CNIP se sont apparentées.
- Leurs voix cumulées représentant moins de 50% des exprimés, les sièges sont répartis à la proportionnelle entre tous les partis.
- Le score de l'apparentement est considéré comme celui d'une liste pour la répartition générale, ensuite la répartition interne des sièges entre apparentées se fait également à la proportionnelle.

| Parti    | Parti        | Tête de liste         | Résultats | Résultats | Sièges |  |
| Parti    | Parti        | Tête de liste         | Voix      | %         |        |  |
| -------- | ------------ | --------------------- | --------- | --------- | ------ |  |
|          | PCF          | Adrien Mouton         | 47 235    | 35,82     | 2      |  |
|          | SFIO *       | Félix Gouin           | 31 819    | 24,13     | 1      |  |
|          | RPF          | Georges Oudard        | 18 983    | 14,39     | 0      |  |
|          | RGR - CNIP * | Léon Martinaud-Déplat | 17 617    | 13,36     | 1      |  |
|          | MRP *        | Gabriel Valay         | 13 533    | 10,26     | 0      |  |
|          | RGRIF        | M. Aubry              | 1 186     | 0,90      | 0      |  |
|          | Déf. lib     | M. Vernet             | 0         | 0,00      | 0      |  |
|          |              |                       |           |           |        |  |
| Inscrits | Inscrits     | Inscrits              | 166 380   | 100,00    | 4      |  |
| Votants  | Votants      | Votants               | 135 276   | 81,31     |        |  |
| Exprimés | Exprimés     | Exprimés              | 131 882   | 97,49     |        |  |